# Roger Mas (dessinateur)
Pour les articles homonymes, voir Masmonteil, Roger Mas et Mas.
Roger Masmonteil, dit Roger Mas, né le 17 mai 1924 à Paris et mort le 28 août 2010 à Eaubonne, est un auteur de bande dessinée français.

## Biographie
D'abord employé de banque, Roger Masmonteil publie ses premiers dessins durant la Seconde Guerre mondiale, en 1942. Il succède à José Cabrero Arnal dans diverses séries, puis lorsque celui-ci tombe malade, il reprend la bande quotidienne Pif le chien dans L'Humanité.
À partir de 1954, Roger Mas dessine aussi la série Pif le chien dans le périodique Vaillant.
De 1955 à 1965, Roger Mas créé et anime les histoires de l'ourson Spoutnik dans Pif Mensuel et dans L'Humanité.
Dans la série Pif le chien, Roger Mas créé Pifou, le fils de Pif, mais « de mère inconnue », qui obtient sa propre série. Pifou est resté célèbre pour manifester son approbation ou sa joie par l'expression « glop ! glop ! » et sa désapprobation ou sa tristesse par « pas glop ! pas glop ! ».
En 1967, Roger Mas abandonne Pif le chien dans Vaillant pour continuer Pifou et crée dans Pif Gadget la série Léo bête à part avec Jean Sanitas.
En 1969 et 1970, Roger Mas fait une brève apparition dans Le Journal de Tintin avec la série Késako, toujours sur des scénarios de Jean Sanitas.
À partir de 1987, Roger Mas illustre de nouvelles histoires de la série Pifou pour un mensuel portant le nom de ce personnage.
Il prend sa retraite au début des années 1990 dans la commune d'Eaubonne mais prend part à la reparution de Pif Gadget en 2004.
Il est décédé le 28 août 2010, à Eaubonne.

## Œuvres

### Œuvres publiées
- Barbichette (dessin), avec Jean-Claude (scénario), 1948
- Pif le chien (reprise), 1948-1967
- Anatole, 1950
- Spoutnik, 1955-1965
- Pifou, 1958-2007
- Késako (dessin), avec Jean Sanitas (scénario), 1969-1970
- Léo bête à part, créé avec Jean Sanitas, 1969-2006

### Pifou
- Histoires Inédites avec Pifou, éditions Vaillant, 1965
- Pifou, coll. "Les rois du rire" no 5, éditions Vaillant, 1968
- Pifou, coll. "Les rois du rire" no 8, éditions Vaillant, 1969
- La Lampe de baladin, éditions Vaillant, 1978
- Glop, Glop, Gloper, coll. "Pif et ses amis", éditions Vaillant, 1986
  - Réédité aux éditions Soleil en 1995
- Histoires de rire, coll. "Pif/La Farandole", 1987
  - Réédité aux éditions Soleil en 1995

### Pifou et Léo
- Pifou - Léo et cie, éditions Mozaïque, 1999
- [Collectif], Le Meilleur de Pif, Vents d'Ouest, 2005
  - Planches de Pifou et Léo